# Autoroute A344 (France)

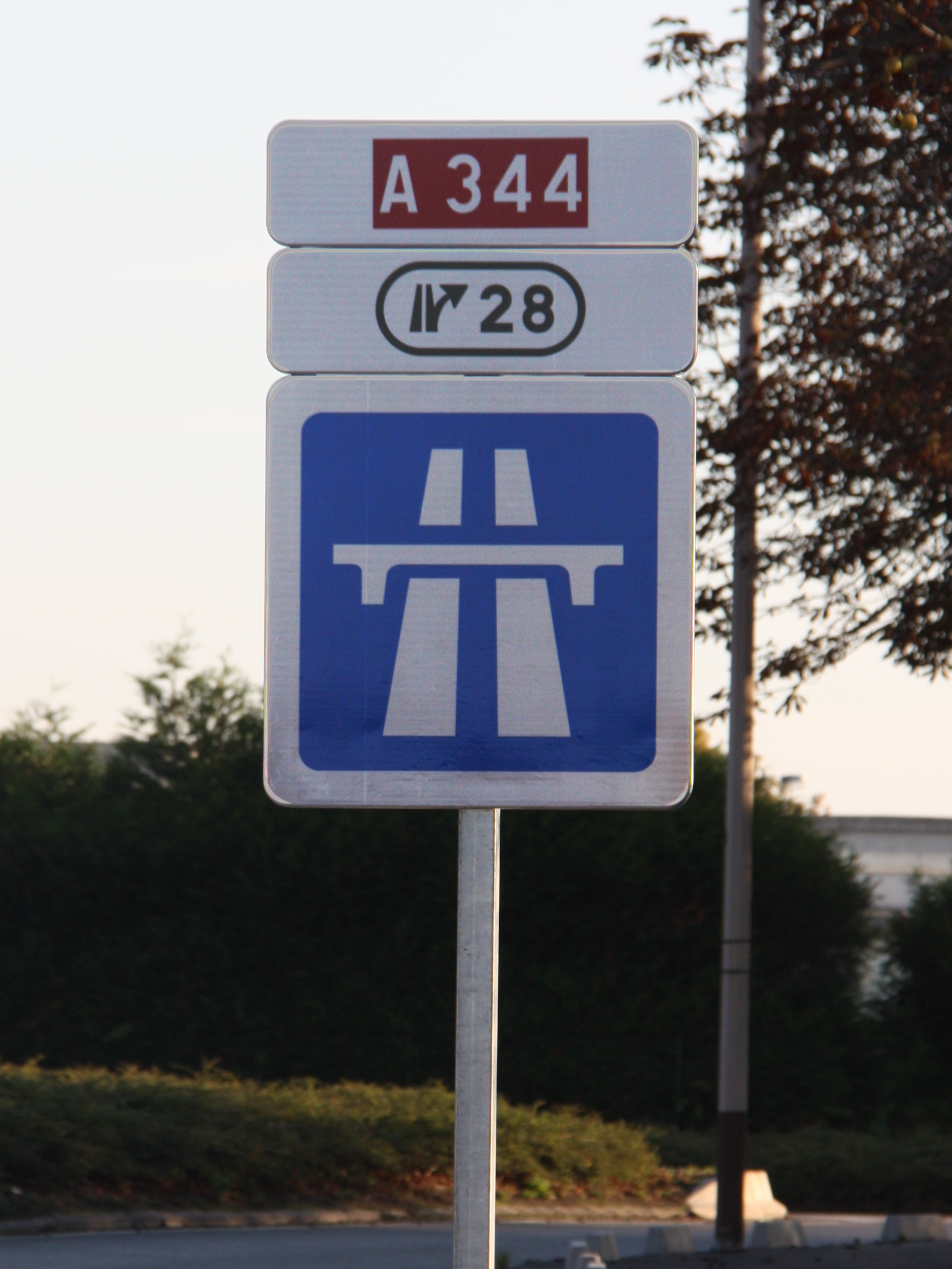
Le numéro A344 n'est rappelé nulle part sur le terrain, à l'exception de l'entrée reliant la rue Gabriel Voisin à l'échangeur de Cormontreuil (« Voie Daguerre »), parallèlement à l'A34. Cette entrée relève de la compétence non pas de la SANEF qui occulte le statut autoroutier de l'axe, mais de la D.I.R. Nord.

L'autoroute A344, ou traversée urbaine de Reims (TUR) est une autoroute française reliant l'A4 à l'ouest de Reims sur la commune de Thillois, à l'A34 au niveau de l'échangeur de Cormontreuil à l'est de Reims. Elle comporte de deux à trois voies par sens de circulation, et est limitée dans son intégralité à 90 km/h pour les véhicules légers et 80 km/h pour les plus de 3,5 tonnes.

## Histoire
Jusqu'en 2010, l'autoroute A344 constituait un tronçon de l'A4 qui traversait le centre-ville de Reims. Depuis la mise en service du contournement sud de Reims inauguré le 23 novembre 2010, l'A4 ne passe plus par le centre-ville de Reims. En 2013, la traversée urbaine de Reims a été renumérotée A344 entre l'A4 à l'ouest de Reims et l'échangeur de Cormontreuil et A34 entre l'échangeur de Cormontreuil et l'A4 à l'est de Reims.
Le 25 janvier 2014, la portion de l'autoroute située sur la commune de Reims est baptisée voie Jean Taittinger, du nom de l'ancien maire de Reims qui joua un rôle prédominant pour que celle-ci desserve et traverse la ville. L'axe reste sous responsabilité de l'État français jusqu'en 2026.
Cette voie intègre le 1er septembre 2021 la zone à faibles émissions rémoise.

## Échangeurs
- Échangeur entre A344 et A4
- Péage de Thillois
- Échangeur entre A344 et A26
- 22 Reims-Tinqueux : Tinqueux, Fismes, Soissons
- 23 Reims-centre : Reims-centre
- 24 Reims-Cathédrale : Reims-Cathédrale
- 25 Reims-Saint-Rémi : Reims-Saint-Rémi, Centre Hospitalier, gare de Champagne-Ardenne TGV, Épernay
- 26 Cormontreuil Cormontreuil +  Échangeur entre A344 et A34 (échangeur de Cormontreuil)

Sélection de vues de l'A344.
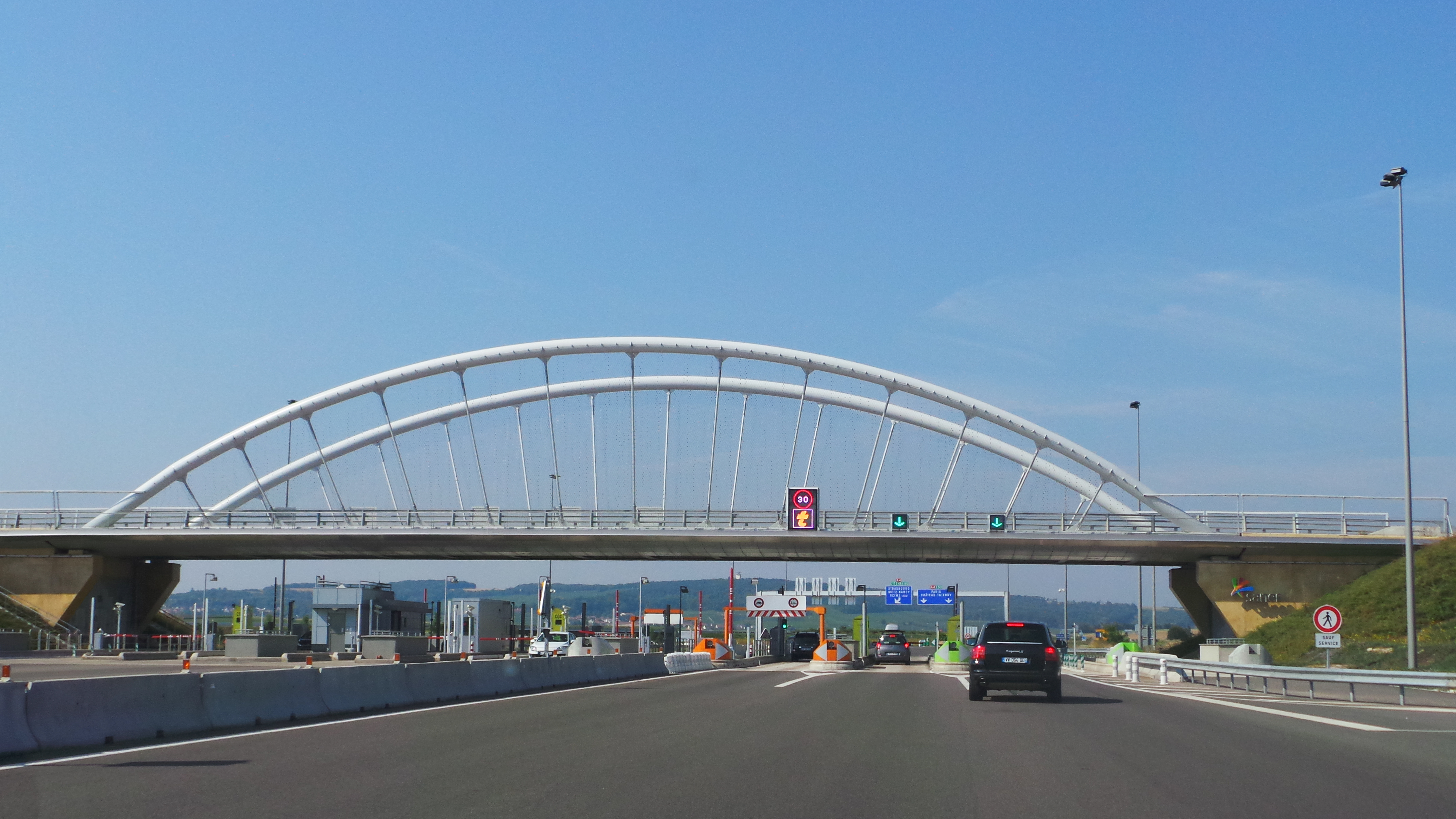
Barrière de péage de Thillois à l'extrémité Ouest de l'A344.
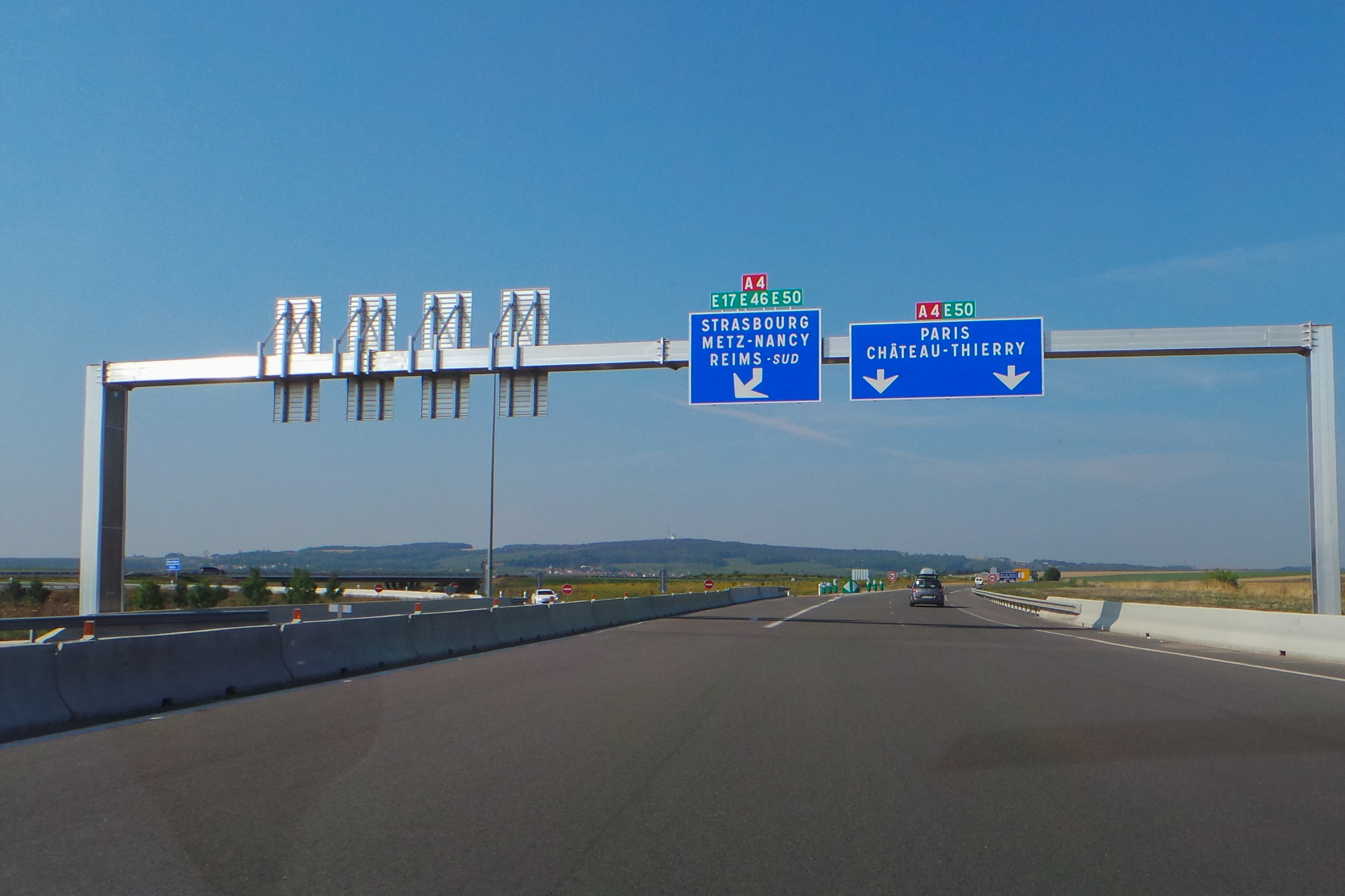
Extrémité Ouest de l'A344, bifurcations vers l'A4.

## Communes traversées
L'autoroute A344 est entièrement située dans le département de la Marne. Elle traverse les communes de Thillois, Tinqueux, Saint-Brice-Courcelles, Reims, Cormontreuil. À Reims, elle passe à proximité du parc Léo-Lagrange et longe une grande portion de la Coulée verte, occasionnant une certaine pollution sonore.